# Ouya

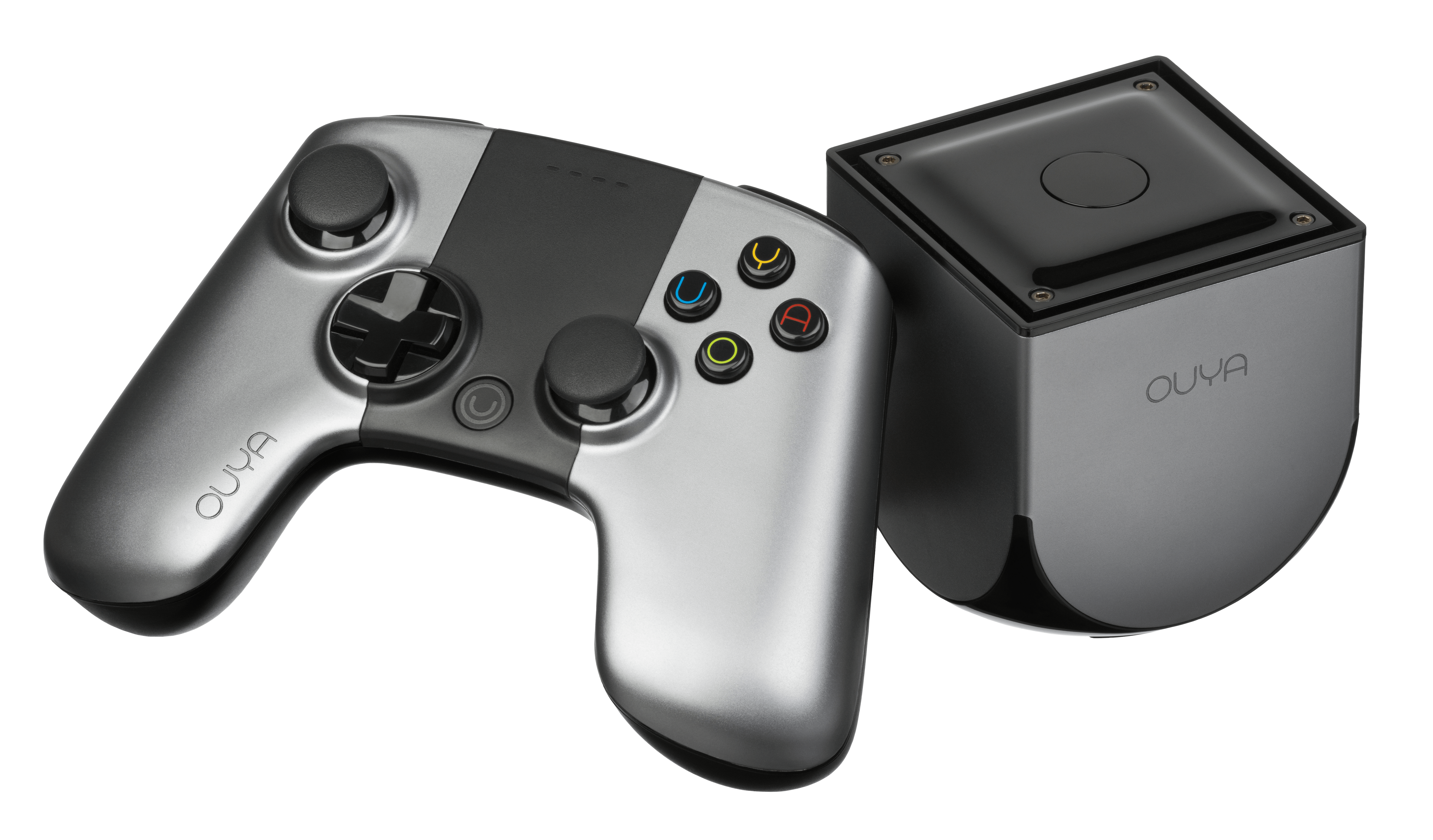
OUYA mit Controller

Ouya ([ˈuːˌjə], stilisiert als „OUYA“) ist eine stationäre Spielkonsole, die auf der Open-Source-Software-Technologie von Android basiert. Das Konzept wurde am 2. Juli 2012 vorgestellt. Der reguläre Verkauf startete am 25. Juni 2013.
Trotz einer sehr erfolgreichen Finanzierungskampagne über die Crowdfunding-Plattform Kickstarter und großer öffentlicher Aufmerksamkeit im Vorfeld blieb das Projekt und das dafür gegründete gleichnamige Unternehmen unter Leitung von Julie Uhrman wirtschaftlich erfolglos. Am 12. Juni 2015 übernahm der Hardwarehersteller Razer aus San Diego die Softwareabteilung von OUYA Inc., um deren Mitarbeiter zur Weiterentwicklung der eigenen Plattform Forge TV einzusetzen. An der Hardware selbst bestand kein Interesse. Nach öffentlicher Bekanntmachung der Vereinbarung durch Razer am 27. Juli 2015 wurde die Produktion der Konsole eingestellt und Julie Uhrman kündigte an, das Unternehmen zu verlassen.

## Geschichte
Als Konzept für eine neue stationäre Videospielkonsole wurde Ouya am 2. Juli 2012 vorgestellt. Julie Uhrman rief das Projekt ins Leben. Sie brachte den Designer Yves Béhar mit ein, um mit ihm zusammen am Design des Projekts zu arbeiten, und Muffi Ghadiali als Produktmanager, um das Ingenieurteam für die Hardware zusammenzustellen.
Als Geschäftsführerin des Unternehmens OUYA, Inc., startete Julie Uhrman am 10. Juli eine Crowdfunding-Kampagne auf der Plattform Kickstarter-Kampagne über 950.000 US-Dollar, um das Projekt weiter zu finanzieren und das allgemeine Interesse an einer solchen Konsole vor einem Start in die Produktion besser einschätzen zu können. Uhrman gab an, zu diesem Zeitpunkt bereits einen funktionierenden Prototyp zu besitzen. Die Benutzeroberfläche und Software befand sich noch in Entwicklung. OUYA, Inc. kündigte an, einen eigenen Ouya Store für Apps und Spiele zur Verfügung zu stellen. Der Prototyp lief noch unter Android 4.0, die finale Version sollte jedoch mit Android 4.1 ausgeliefert werden.
Die Finanzierungsanfrage erwies sich schnell als erfolgreich. Innerhalb von acht Stunden wurde erst das Finanzierungsziel erreicht und in 8:22 Stunden schließlich die Schwelle von einer Million US-Dollar überschritten. Am 9. August 2012 wurde die Finanzierungsphase mit 8.596.474 US-Dollar abgeschlossen und lag damit bei 904 % des ursprünglich anvisierten Finanzierungsziels. Im Laufe der Kampagne stellte die Konsole gemäß der Angaben Kickstarters damit mehrere Finanzierungsrekorde auf. Demnach wurde die Ouya zur höchsten Finanzierung in der Projektsparte Spiele und nach der Pebble Watch zur zweithöchsten erfolgreichen Projektfinanzierung der gesamten Webseite. Zudem handelte es sich bei der Ouya um das schnellste Projekt, das die Schwelle von einer Million US-Dollar an Geldzusagen überschreiten konnte, wobei Ouya erst das achte Projekt in der Geschichte von Kickstarter war, das diese Schwelle erreichen konnte. 2,59 Millionen US-Dollar innerhalb von 24 Stunden bedeuteten weiterhin den Rekord für den bislang besten Verkaufsstart, innerhalb der ersten 24 Stunden gab es einen Sponsor alle 5,59 Sekunden. Der Rekord über die schnellste Kickstarter-Finanzierung mit mehr als einer Million Dollar wurde am 6. März 2013 durch das Rollenspiel-Projekt Torment: Tides of Numenera eingestellt.
Noch während der Finanzierungsphase konnte der Hersteller namhafte Unterstützer gewinnen. Am 19. Juli 2012 kündigte Robert Bowling, ehemaliger Creative Strategist bei Infinity Ward, in einem Blogbeitrag und durch eine Aktualisierung auf der Ouya-Kickstarter-Seite an, dass sein neues Studio Robotoki der erste Entwickler eines exklusiven Spiels für die Ouya sein werde. Bei dem Spiel solle es sich um ein episodisches Prequel zu Robotokis kommenden Spiel Human Element handeln. Am 31. Juli 2012 kündigte Square Enix an, dass Final Fantasy III als Starttitel für Ouya verfügbar sein werde.

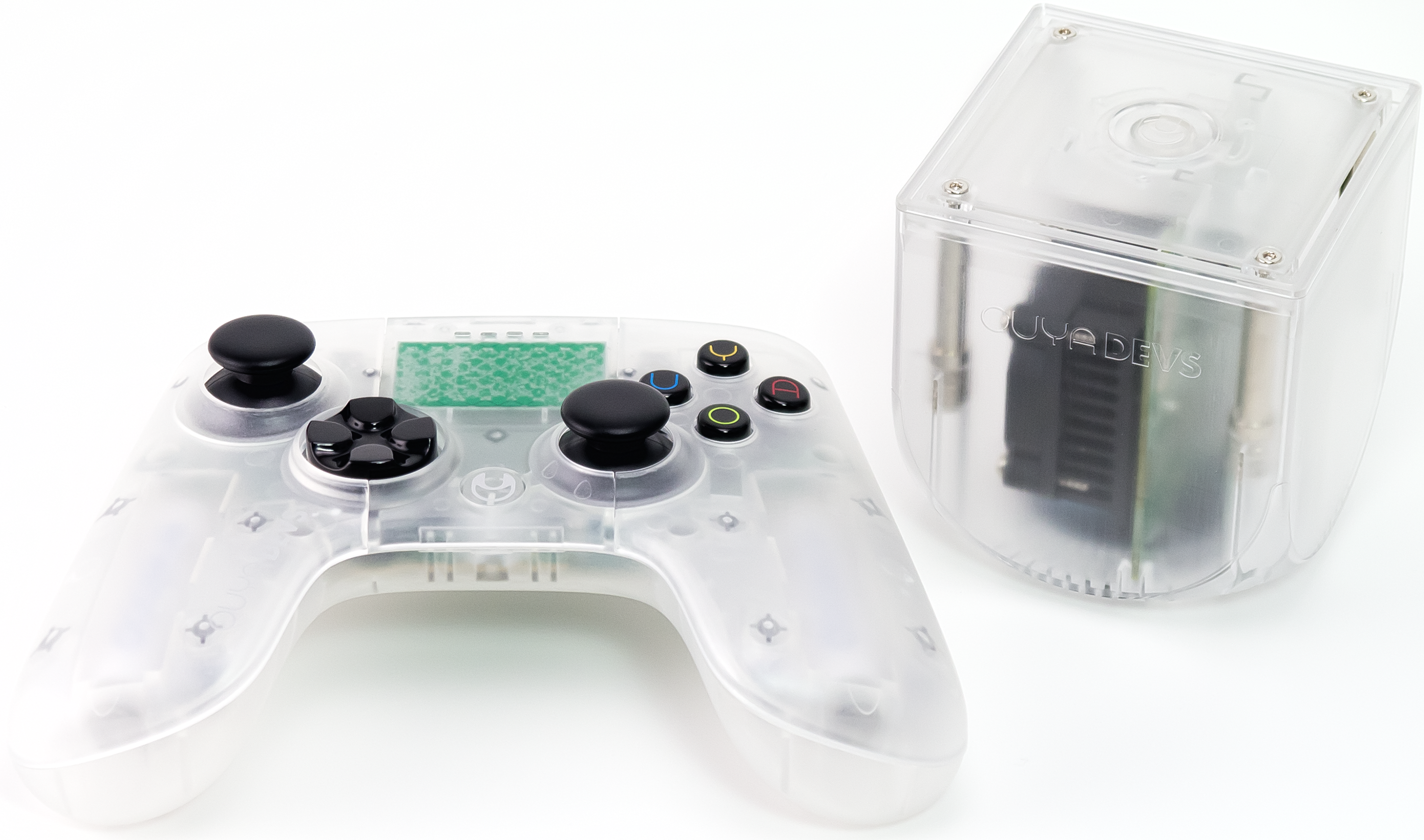
Ouya Entwickler-Konsolen

Am 7. August 2012 kündigten die Entwickler von XBMC eine Partnerschaft mit Ouya an, um XBMC auf Ouya zu unterstützen. Am 8. August 2012 wurde angekündigt, dass Bandai Namco darüber verhandele, die eigenen Spiele auf das System zu bringen. Am gleichen Tag wurde zudem angekündigt, dass Plex Media Center auch auf Ouya vertreten sein werde.
Die Entwickler-Konsolen wurden ab dem 28. Dezember 2012 verschickt. Für Entwickler, die sich nicht an der Kickstarter-Kampagne beteiligt hatten, gab es seit dem 10. Dezember die Möglichkeit, sich mit einem Entwicklungsprojekt zu bewerben. Täglich wurde eines der Geräte unter den Einsendern verschenkt. Die finale Version wurde am 28. März 2013 veröffentlicht. Der Verkaufsstart war am 25. Juni 2013.
Nach kritischer Berichterstattung über die Leistungsfähigkeit der Geräte und zur Qualität einer Mehrheit der dafür verfügbaren Spiele entwickelte sich das Geschäft nur verhalten. Im Januar 2015 berichtete zwar The Wall Street Journal, die chinesische Handelsplattform Alibaba.com habe 10 Millionen US-Dollar in das Unternehmen investiert, aber die finanziellen Schwierigkeiten des Unternehmens ließen sich damit offenbar nicht lösen. Im April 2015 wurde bekannt, dass OUYA Inc. nach einem Käufer sucht, weil es ohne neuen Investor nicht mehr länger in der Lage sein werde, die aufgenommenen Kredite zu bedienen. Im Juni/Juli 2015 wurde die Softwaresparte durch den Hardwarehersteller Razer übernommen und die Produktion der Konsole eingestellt.
Am 25. Juni 2019 wurde der Ouya Store abgeschaltet. Spiele können ab diesem Datum nicht mehr heruntergeladen werden. Auch bereits erworbene Spiele können nicht mehr gestartet werden, sofern diese beim Start eine Kaufverifizierung über den Ouya Store durchführen.

## Hardware

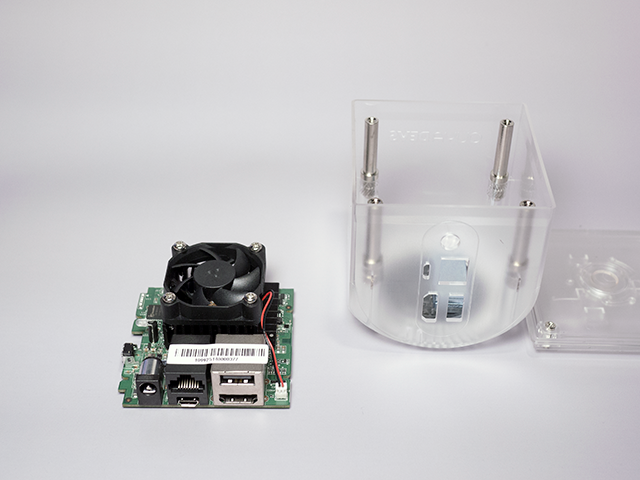
Der Innenraum von Ouya

### Technische Daten
- Nvidia Tegra 3 SoC[18]
  - Quad-core ARM Cortex-A9 CPU
  - Nvidia ULP GeForce GPU
- 1 GB RAM
- 8 GB oder 16 GB interner Flash-Speicher (aufrüstbar via USB-Port)

#### Schnittstellen
- HDMI-Verbindung (1.4) mit TV-Geräten, Unterstützung für 1080p
- Wi-Fi 802.11 b/g/n
- Bluetooth LE 4.0
- 100-MBit-Ethernet
- 1× USB-2.0-Port

#### Peripherie/Zubehör
Kabelloser Controller mit zwei Analogsticks, Steuerkreuz, acht Aktionstasten, einer Systemtaste und Touchpad.

### Abmessungen
Die Maße des Gerätes betragen 75×75×82 mm.

## Details
Anwendungen und Spiele wurden im Ouya Store exklusiv für die Ouya-Plattform angeboten. Ouya beinhaltet die Twitch-Anwendung und Zugriff auf den OnLive-Videospiel-Streaming-Service.
Ouya ist in der Bantu-Sprache Swahili ein vulgärer Ausdruck für Vagina. Dies war den Entwicklern bei der Namensgebung nicht bewusst.